# Antonio Ibáñez (Colombia)
Antonio Rodríguez Ibáñez, (Salgar, Antioquia, 1933-Bogotá, 1 de septiembre de 2010) conocido como Antonio Ibáñez, fue un periodista e intelectual colombiano.

## Biografía
Estudió derecho pero no logró finalizar su carrera, dado a su atracción a los medios de comunicación, por influencia de las radionovelas que se emitían en su país, fue amigo de Bernardo Romero Lozano, con quien intervino brevemente en la televisión. Más tarde, incursionó en Caracol Radio con el programa Las mejores respuestas (de temas de medicina), Una voz en el camino, Monitor y en 1982, el programa que lo haría célebre Habitantes de la Noche (programa de temas de actualidad a las que incluía esoterismo, erotismo y cultura, que se sintonizaba por la estación Radio Reloj). Luego, en ese mismo año ganó el Premio Simón Bolívar, gracias a su programa, del cual posteriormente se transmitiría por Radio Melodía (actualmente Radio Líder) y Todelar (del que duró más tiempo hasta su muerte).